# Callithrix aurita
Callithrix aurita és una espècie de primat de la família dels cal·litríquids que viu als boscos de la costa atlàntica del sud-est del Brasil.